# Summertime
«Summertime» (рус. Летней порой) — ария, написанная Джорджем Гершвином в 1935 году для оперы «Порги и Бесс». Авторы текста: Дюбос Хейвард и Айра Гершвин (брат Джорджа).
Ария встречается в опере четыре раза: первоначально как колыбельная, которую Клара поёт своему ребёнку, затем Клара поёт её вместе с хором в сцене с азартной игрой. В четвёртой сцене второго акта Клара поёт только припев. В начале третьего акта Бесс поёт колыбельную ребёнку Клары.

## История оперы и арии
По общему мнению, Гершвин написал арию Клары в стиле афроамериканской духовной песни — спиричуэл. По версии певицы Алексис Кохан, за основу для написания арии Гершвин взял украинскую колыбельную песню «Ой ходить сон коло вікон», которую он услышал в Нью-Йорке в исполнении Украинского национального хора под управлением Александра Кошица.
Act1

Scene 1

CATFISH ROW

(Evening, Catfish Row is quiet. Jasbo Brown is at the Piano, playing a low-down blues while half a dozen couples dance in a slow, almost hypnotic rhythm.)

GROUP

Da-doo-da. Da-do о-da.

(As a rhythmic chant)

Wa, wa, wa, wa. Da-doo-da. Da-doo-da.

(Lights find another group on stage, m the center of which Clara sits with her baby in her arms, rocking it back and forth)

CLARA

Summertime and the livin' is easy,

Fish are jumpin', and the cotton is high.

Oh your daddy's rich, and your ma is good lookin',

So hush, little baby, don' yo' cry.

(Girls of chorus sing "ООН" behind Clara)

One of these monin's you goin' to rise up singin',

Then you'll spread уо' wings an' you'll take the sky.

But till that monin', there's a-nothin' can harm you

With Daddy and Mammy standin' by.

(Lights come up on still another group, this time a crap game.)

В 1924 году Дюбос Хейвард (англ. Dubose Heyward) написал роман «Порги», а в 1926 году вместе со своей женой Дороти создал по мотивам романа пьесу. 
Джордж Гершвин много раз писал Хейварду, что хотел бы создать оперу на основе «Порги». В 1933 году они вместе подписали контракт с театром «Guild Theatre». Брат Джорджа Гершвина, Айра Гершвин, написал песню второстепенного персонажа оперы — Клары.
Сначала опера не была популярной, однако через 20 лет, в 1955 году была поставлена уже в Москве и Ленинграде. В 1957 году Сэмюэл Голдуин приобретает авторские права на мюзикл. Главные роли получают Дороти Дэндридж и Сидни Пуатье. Роль Клары сыграла Дайахэнн Кэрролл (Diahann Carroll).
В 1959 году фильм получил награду за музыкальное сопровождение. 
В 1976 году филармонический оркестр Кливленда записал «Porgy and Bess» и получил награду Грэмми. В 1977 году опера была снята целиком.
Несмотря на то, что самой знаменитой арией из оперы является Summertime, многие артисты записали такие композиции как «It Ain’t Necessarily so», «Bess You Is My Woman», «I Got Plenty O' Nuttin» и «I Loves you, Porgy».
Джордж Гершвин начал писать музыку к арии в декабре 1933, пытаясь использовать афроамериканские мотивы, что отчасти подтверждается тем, что в арии присутствует лексика афроамериканцев.

## Популярность
Со времени своего появления «Summertime» была исполнена в самых разных вокально-инструментальных интерпретациях. Она стала особенно популярной после исполнения её такими джазовыми исполнителями как Чарли Паркер, Луи Армстронг и Элла Фицджеральд, Майлс Девис, Оскар Питерсон. Арию пели и многие другие исполнители, например Бетти Роше (1956), Дженис Джоплин, Джо Хендерсон, Сэм Кук, Пол Маккартни. Группа The Zombies со своей интерпретацией этой песни выиграла в 1964 году конкурс среди британских молодых групп. Юная вентрологистка Дарси Линн Фармер исполнила «Summertime» на конкурсе «В Америке есть таланты» в 2017 году и одержала победу.
Считается, что по количеству разных исполнений ария опережает знаменитую песню Yesterday (количество записанных исполнений которой насчитывает около 3000) группы Beatles. По состоянию на 31 июля 2020 года международная группа коллекционеров записей арии, известная как «The Summertime Connection», располагает сведениями примерно о 98400 публичных исполнениях арии, более 82723 из которых были записаны; группа имеет в коллекции 70820 полных записей и около 6200 образцов и неполных записей.
На русский язык до 1956 года она была переведена Татьяной Сикорской под названием "Колыбельная", исполняла Эдита Пьеха.